# Ursapharm-Arena an der Kaiserlinde
La Ursapharm-Arena an der Kaiserlinde, auparavant connu sous le nom de Waldstadion Kaiserlinde est un stade de football allemand situé à Elversberg, quartier de la ville de Spiesen-Elversberg, dans la Sarre.
Le stade, doté de 9 970 places et inauguré en 1983, sert d'enceinte à domicile à l'équipe de football du SV Elversberg.
Il est l'un des stades les plus modernes de la région.

## Histoire
Le stade ouvre ses portes en 1983.
De nouveaux projecteurs sont installés en 2013.

## Galerie

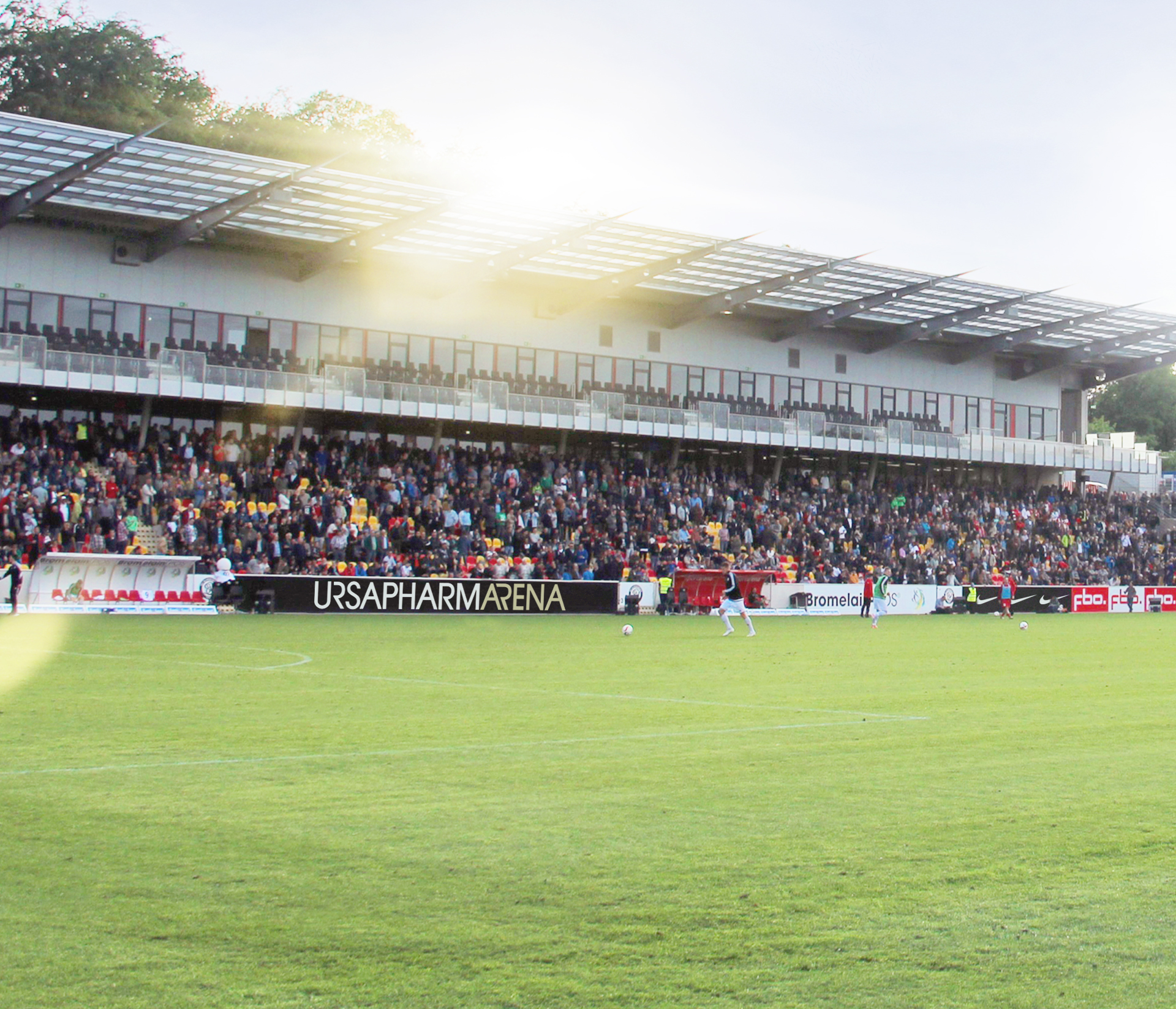
Vue de la tribune pleine (en juillet 2016)
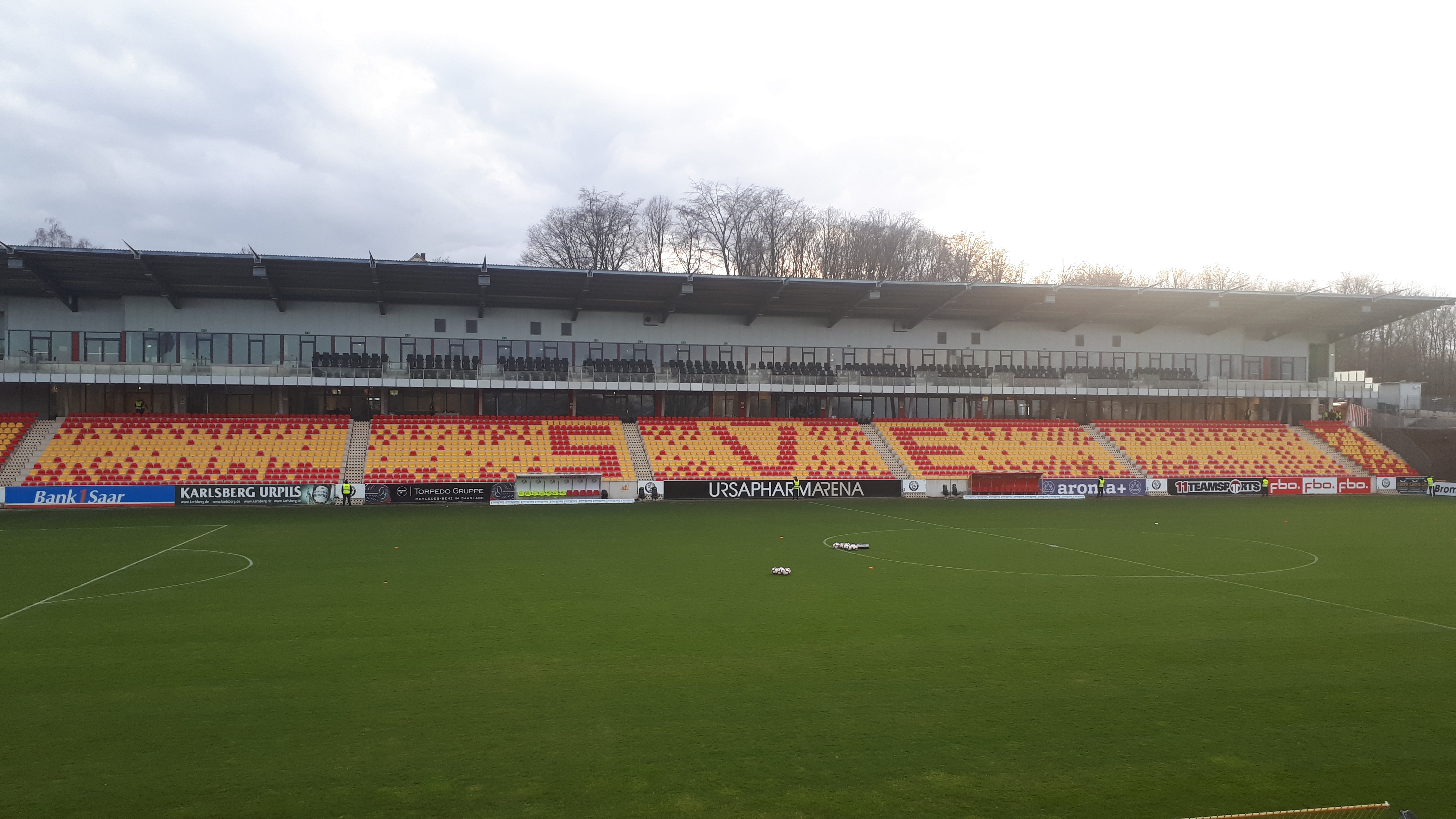
Vue de la tribune vide (en mars 2019)
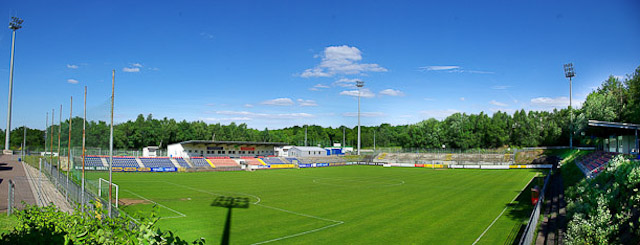
Le stade avant rénovation (2011)